# 1909-es magyar atlétikai bajnokság
Az 1909-es magyar atlétikai bajnokságot – amely a 14. bajnokság volt. Új versenyszám lett a 10 km-es gyaloglás.

## Eredmények

### Férfiak
| Versenyszám        | Arany                                                                    | Arany   | Ezüst                          | Ezüst   | Bronz                        | Bronz   |
| ------------------ | ------------------------------------------------------------------------ | ------- | ------------------------------ | ------- | ---------------------------- | ------- |
| 100 yard           | Simon Pál Magyar AC                                                      | 10,4    | Rácz Vilmos BEAC               |         | Jankovich István Magyar AC   |         |
| 220 yard           | Simon Pál Magyar AC                                                      | 23,0    | Rácz Vilmos BEAC               |         | Gräber Géza BTC              |         |
| 440 yard           | Bodor Ödön BPTTSE                                                        | 53,4    | Mezei Frigyes BEAC             |         | Cornish AC Sparta Praha      |         |
| 880 yard           | Bodor Ödön BPTTSE                                                        | 2:06,2  | Nagy József BBTE               |         | Radóczy Károly Magyar AC     |         |
| 1 mérföld          | Nagy József BBTE                                                         | 4:47,2  | Antonín Dvořák AC Sparta Praha |         | Antal János Magyar AC        |         |
| 3 mérföld          | Antonín Dvořák AC Sparta Praha                                           | 16:01,4 | Lovas Antal MTK                |         | Bán Kálmán Magyar AC         |         |
| 120 yard gát       | Kováts Nándor BBTE                                                       | 16,8    | Horner Andor BBTE              |         | Hoffer István MTK            |         |
| mezei futás        | Nagy József BBTE                                                         | 40:00,0 | Lovas Antal MTK                |         | Radóczy Károly Magyar AC     |         |
| mezei futás csapat | Magyar AC Radóczy Károly Veres Imre Antal János Becske Kálmán Bán Kálmán | 41      | MTK                            | 46      | BEAC                         | 59      |
| 10 km gyaloglás    | Szablár Péter BTC                                                        | 53:14,2 | Mazák Károly MTK               |         | Bergmann Károly KTE          |         |
| 30 km gyaloglás    | Szablár Péter BTC                                                        | 2:57:17 | Mazák Károly MTK               |         | Singer Béla BAK              |         |
| magasugrás         | Vadon Géza Magyar AC                                                     | 175 cm  | Halusinszky József MTK         | 170 cm  | Szegedy Géza Magyar AC       | 159 cm  |
| távolugrás         | Holits Ödön MTK                                                          | 662 cm  | Kováts Nándor BBTE             | 642 cm  | Majunke Erik KAC             | 633 cm  |
| rúdugrás           | Szathmáry Kálmán Magyar AC                                               | 340 cm  | Zöld József DTE                | 300 cm  |                              |         |
| súlylökés          | Mudin Imre Magyar AC                                                     | 13,46 m | Schiller Rezső BBTE            | 12,71 m | Horvátovits László Magyar AC | 11,44 m |
| diszkoszvetés      | Antal Pál MTK                                                            | 39,67 m | Mudin Imre Magyar AC           | 38,13 m | Jesina Ferenc PTC            | 38,08 m |

### Magyar atlétikai csúcsok
- szabadfogású gerelyhajítás 57,60 m Vcs.(nh) Kóczán Mór Budapest 1909. 6. 13.
- szabadfogású gerelyhajítás 57,91 m Vcs.(nh) Kóczán Mór Budapest 1909. 6. 13.
- szabadfogású gerelyhajítás 58,80 m Vcs.(nh) Kóczán Mór Budapest 1909. 9. 8.
- (nh)=nem hitelesített